# Sara Dalengren

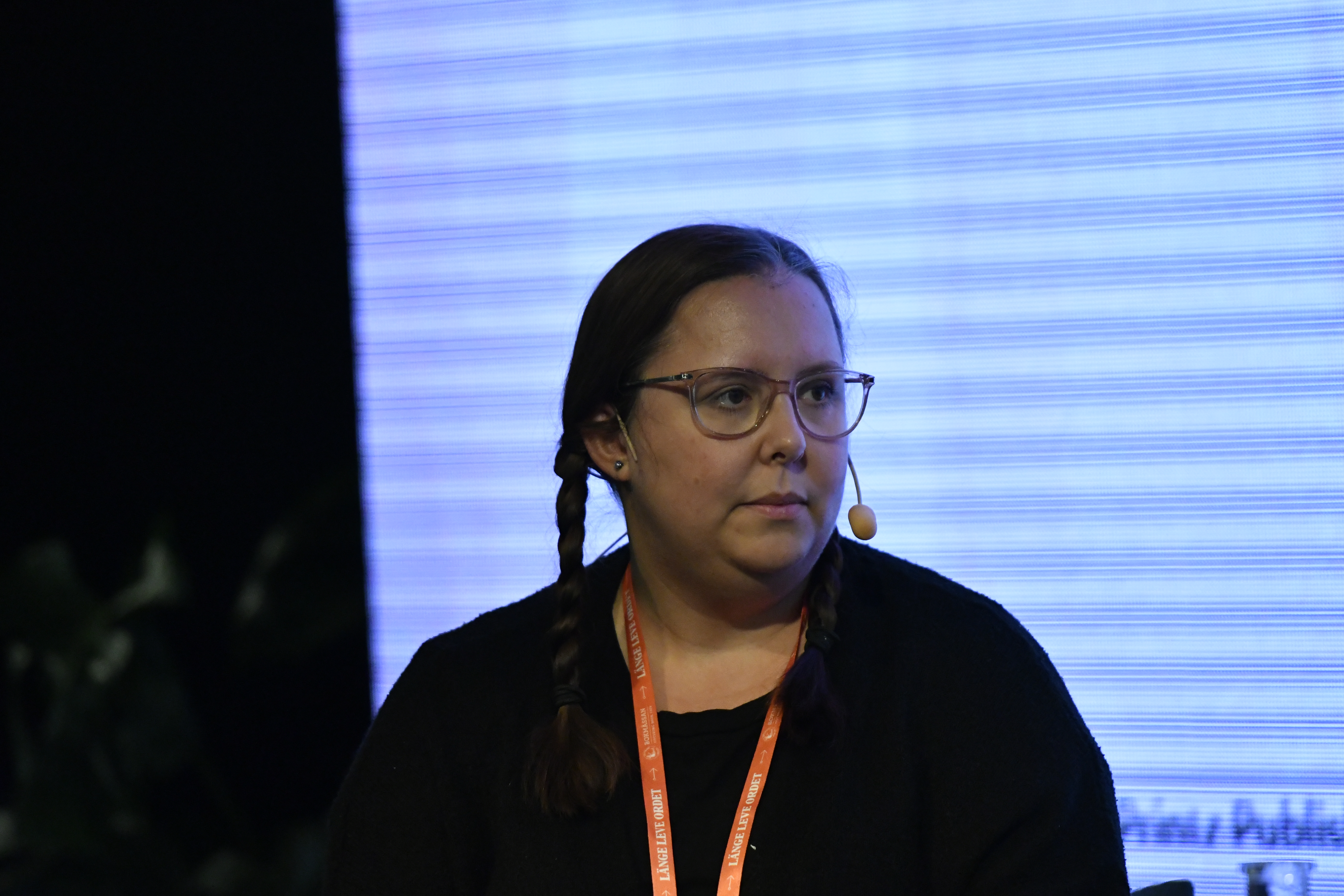
Sara Dalengren på bokmässan i Göteborg 2024.

Sara Dalengren, född 1985, är en författare från Tidaholm. Hon är framför allt verksam inom genren romance.
Dalengren började skriva bokmanus 2012 och ställde 2015 upp i en författartävling som anordnades av förlaget Harlequin, där hon kom på tredje plats. Hennes bidrag hette Hellre jagad av vargar, som efter omarbetning gavs ut 2016 som hennes bokdebut Ensamvarg.